# Agustín Bernal
Agustín Bernal (nacido el 25 de enero de 1959 como Romualdo Bucio Bucio en El Caulote, Parácuaro, Michoacán; fallecido el 8 de enero de 2018 en Pharr, Texas, Estados Unidos) fue un actor, director, productor y guionista mexicano. Participó en más de 100 películas del género de acción y video‑home, siendo uno de los villanos más recurrentes del cine popular mexicano.

## Biografía y carrera
Agustín Bernal inició su carrera en el cine mexicano a mediados de la década de 1980, convirtiéndose en uno de los villanos más representativos del cine de acción y del llamado video‑home en México. Su presencia física imponente y su estilo directo lo llevaron a interpretar a policías, mafiosos, sicarios y militares en decenas de producciones que gozan de culto entre los aficionados al cine popular mexicano.
Estelarizó cintas junto a Mario Almada, Fernando Almada, Valentín Trujillo y Sergio Goyri, entre muchos otros actores reconocidos del género.
Su última aparición en la pantalla grande fue en la película No se aceptan devoluciones (2013), dirigida y protagonizada por Eugenio Derbez.
Participó también en televisión, incluyendo telenovelas y programas especiales, y tuvo una incursión en el teatro con la obra El rojo de tus labios lo llevo en mi sangre en 2016.

## Filmografía destacada
| Año  | Título                                                | Personaje             | Referencia |
| ---- | ----------------------------------------------------- | --------------------- | ---------- |
| 1986 | Siete en la mira, 2da. parte: La furia de la venganza | Turco                 | [ 3 ]      |
| 1986 | Nacido para matar                                     | Franky                | [ 4 ]      |
| 1989 | Tres lancheros muy picudos                            | —                     | [ 5 ]      |
| 1989 | Ladrones de tumbas                                    | El Verdugo            | [ 6 ]      |
| 1991 | Serpiente                                             | Serpiente             | [ 7 ]      |
| 1992 | El secuestro de un periodista                         | Comandante Alfa       | [ 8 ]      |
| 1995 | Rescate infernal                                      | Abel Bernal           | [ 9 ]      |
| 1995 | Escuadrón Águila                                      | Capitán Bernal        | [ 10 ]     |
| 1996 | Chano                                                 | Chano                 | [ 11 ]     |
| 1998 | Peleas salvajes                                       | Gervacio              | [ 12 ]     |
| 1999 | Con el poder en las manos                             | Epifanio Montes       | [ 13 ]     |
| 2006 | Alborada (TV)                                         | El Mudo               | [ 14 ]     |
| 2012 | Suave patria                                          | Juan "Ladrillo" Tovar | [ 15 ]     |
| 2013 | No se aceptan devoluciones                            | Lupe                  | [ 16 ]     |

Para consultar la lista completa de sus trabajos cinematográficos, véase Filmografía de Agustín Bernal.